# فوکوسا

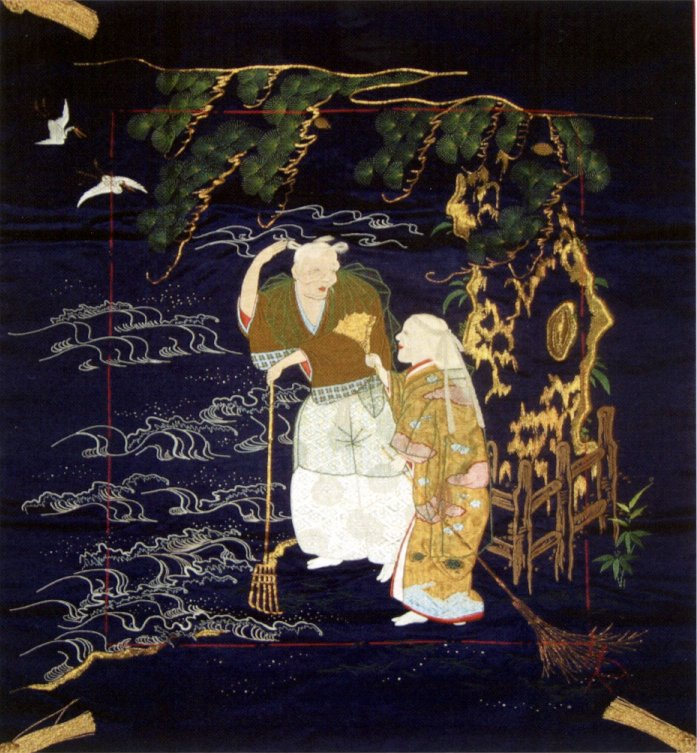
فوکوسای قرن نوزدهمی جو و اوبا را در صحنه ای از نمایشنامه نو تاکاساگو به تصویر می‌کشد.

فوکوسا (به ژاپنی: 袱紗/帛紗/ 服紗Fukusa)، نوعی از منسوجات ژاپنی هستند که برای بسته‌بندی هدیه (فوروشیکی) یا برای تصفیه تجهیزات در طول مراسم چای ژاپنی استفاده می‌شود. فوکوسا تکه‌های مربع یا تقریباً مربعی پارچه آستردار هستند که اندازه آن‌ها در حدود ۹ تا ۳۶ اینچ (۲۳۰ تا ۹۱۰ میلی‌متر) در امتداد یک طرف است. آنها معمولاً از ابریشم خوب ساخته می‌شوند و ممکن است با گل‌دوزی در طرح‌های زیبا تزئین شوند.
صحنه یا نقوش به تصویر کشیده شده در فوکوسا برای نشان دادن موقعیتی که هدیه برای آن اهدا می‌شود یا به این دلیل که برای یکی از جشنواره‌های ژاپن مناسب هستند هنگام مبادله هدایا انتخاب می‌شوند. غنای تزئینات فوکوسا نشان دهنده چگونگی ثروت و زیبایی‌شناسی هدیه دهنده است.